# Maria Rogacka-Rzewnicka
Maria Jolanta Rogacka-Rzewnicka (ur. 6 czerwca 1966) – polska prawniczka, radca prawny, profesor nauk społecznych w dyscyplinie nauk prawnych, profesor Uniwersytetu Warszawskiego, kierownik Zakładu Postępowania Karnego Uniwersytetu Warszawskiego, specjalistka w zakresie postępowania karnego.

## Życiorys
W 2008 na Wydziale Prawa i Administracji Uniwersytetu Warszawskiego na podstawie dorobku naukowego oraz rozprawy pt. Oportunizm i legalizm ścigania przestępstw w świetle współczesnych przeobrażeń procesu karnego uzyskała stopień doktora habilitowanego nauk prawnych w zakresie prawa, specjalności: prawo karne procesowe,  postępowanie karne. Następnie objęła na tym wydziale stanowisko profesor nadzwyczajnej (od 2018 stanowisko profesora uczelni) w Instytucie Prawa Karnego. W 2022 otrzymała tytuł profesora nauk społecznych w dyscyplinie nauki prawne.
Uzyskała uprawnienia radcy prawnego.